# Bram Dewit
Bram Dewit  est un handballeur belge, d'origine haïtienne né le 27 octobre 1982. Il évolue au poste d'arrière gauche au Initia HC Hasselt en Division 1. Il porte le numéro 77.

## Carrière
Bram Dewit commença le handball au Initia HC Hasselt en Belgique à l'âge de 10 ans.
Formé à Hasselt, il joua plus tard avec l'équipe première du club, avec son club, il connut de nouvelles expériences telles que la Ligue des champions, la Coupe EHF, la Coupe Challenge ou encore la Coupe des coupes.
Avec l'Initia HC Hasselt, Bram ne fut pas champion mais remporta deux fois la Coupe de Belgique en 1999 et en 2003.
En 2004, il quitte son club de formation pour intégrer l'effectif du Sporting Neerpelt toujours en Belgique, là il joua de nouveau en Ligue des champions et en Coupe EHF et remporta également une troisième Coupe de Belgique.
C'est l'année 2006 qui changea entièrement sa carrière handballistique, en effet il quitta son pays natal pour intégrer le niveau professionnel français de la Pro D2 avec le club corse du GFC Ajaccio HB.
Bram Dewit joua son premier match sous le maillot ajaccien face au Lille Métropole HBCV, match qui, certes, s'est soldé par une courte défaite à l'extérieur, mais où Bram a pu montrer ses capacités en marquant sept buts.
Après cette belle saison en Corse avec un total de 154 buts et de 5,7 buts de moyenne, Bram quitte l'équipe pour rejoindre Cesson-Rennes MHB, où il joua deux ans en Pro D2 avant de monter rejoindre l'élite la LNH, il ne joua qu'un an et quitta le Cesson-Rennes MHB à cause d'une blessure au pied il rejoignit le HBC Semur-en-auxois de nouveau en Pro D2, il fut un des piliers HBC Semur-en-auxois.
Il resta trois ans, et finit par rejoindre l'Istre OPH en 2013, avec lequel il contribua pour la montée en LNH mais n’évoluera pas avec au plus haut niveau du handball français puisqu'il part rejoindre son club de formation, l'Initia HC Hasselt.

## Palmarès
- Coupe de Belgique (1999, 2003, 2006)
- Champion de France de Pro D2 (2009